# 大叶绒果芹
大叶绒果芹（学名：Eriocycla albescens var. latifolia）是伞形科绒果芹属绒果芹的变种。分布在中国大陆的辽宁、河北等地，目前尚未由人工引种栽培。